# Главный свидетель (фильм, 1969)
«Главный свидетель» — советский художественный фильм 1969 года, снятый по мотивам рассказов Антона Павловича Чехова.
Съёмки фильма прошли в Муроме, в том числе у Николо-Набережной церкви.

## Аннотация
Фильм поставлен по мотивам рассказов А. П. Чехова «Бабы», «В Москве на Трубной площади», «Сирена», «В суде».

## В ролях
- Елена Санаева — Мария Семёновна Каплунцова, подсудимая вдова
- Александр Белявский — Матвей Саввич Новожилов, свидетель
- Лариса Лужина — Варвара Кашина
- Михаил Кислов — Василий Максимович Каплунцов
- Павел Винник — Лебёдкин
- Всеволод Санаев —  Филипп Иванович Кашин (Дюдя)
- Вера Алтайская — Маланьина, сваха
- Лариса Данилина — Софья Кашина
- Александра Денисова — Афанасьевна, жена Дюди
- Борис Юрченко — Герасим Копылов
- Борис Битюков
- Александр Лебедев — Алексей Филиппович Кашин
- Валентин Брылеев
- Дмитрий Масанов
- Даниил Нетребин — секретарь суда
- Глеб Стриженов — председатель суда
- Иван Жеваго — человек в суде
- Юрий Леонидов — член суда
- Николай Романов — адвокат

## Съёмочная группа
- Режиссёр: Аида Манасарова
- Авторы сценария: Александр Витов
- Оператор: Евгений Васильев
- Композитор: Николай Сидельников
- Художник-постановщик: Юрий Теребилов
- Звукооператор: Владимир Крачковский